# Bataille de la Porte Noire
Guerre de l'Anneau
Batailles
Guerre de l'Anneau
- Gués de l'Isen (1re)
- Gués de l'Isen (2e)
- Fort-le-Cor
- Isengard
- Champs du Pelennor (15-3)
- Dale (17-3)
- Porte Noire (25-3)
- Lézeau (3-11)

La bataille de la Porte Noire ou bataille du Morannon est une bataille fictive de l'œuvre de l'écrivain britannique J. R. R. Tolkien, relatée dans Le Seigneur des anneaux et Le Silmarillion.
Dernier engagement majeur de la Guerre de l'Anneau, elle oppose les armées du Gondor et du Rohan à celles du Mordor et a lieu peu après la bataille des Champs du Pelennor, le 25 mars de l'an 3019 du Troisième Âge. Elle résulte de l'attaque de la Porte Noire par les forces des principaux royaumes humains, dont la stratégie vise à attirer les forces armées du Mordor en un lieu donné pour faciliter le passage du porteur de l'Anneau unique, Frodon Sacquet. Celui-ci a en effet pour mission de traverser le royaume de Sauron jusqu'à la Montagne du Destin et d'y détruire l'Anneau, afin que Sauron soit définitivement vaincu.
La bataille du Morannon n'est pas à proprement parler la dernière de la Guerre de l'Anneau, puisque c'est la bataille de Lézeau qui en sera en réalité l'ultime combat. Elle est cependant la dernière confrontation d'effectifs importants et la dernière bataille livrée par le Mordor.

## Histoire

### Forces en présence
- D'un côté sont[1] :
  - 2 000 fantassins du sud du Gondor, réquisitionnés par Aragorn ;
  - 3 500 autres mis sur pied par Imrahil ;
  - 500 Rohirrim ayant perdu leur destrier au combat ;
  - 500 autres Rohirrim, montés ceux-ci, sous les ordres d'Éomer ;
  - 500 autres cavaliers, dont les Dúnedain du Nord (Rôdeurs), les chevaliers de Dol Amroth, ainsi qu'Elladan et Elrohir, les fils d'Elrond.

Soit un total de 6 000 hommes à pied et 1 000 à cheval partis de Minas Tirith. Mais moins de 6 000 soldats arrivent à la Porte Noire, à cause de l'envoi d'effectifs pour surveiller des lieux stratégiques ainsi que du départ de certains soldats, vaincus par la peur, en direction de Cair Andros.
Prennent également part au combat Gandalf, Legolas, Gimli, les Aigles (dont Gwaihir, le Seigneur des Vents) et Peregrin Touque en sa qualité de chevalier du Gondor.
- De l'autre côté sont les armées du Mordor, 10 fois plus nombreuses (soit environ 60 000 hommes) composées :
  - de nombreux Orques de toutes sortes ;
  - des Orientaux et Haradrim ayant prêté allégeance à Sauron ;
  - des Nazgûl, hormis le Roi-Sorcier d'Angmar, tué lors de la bataille des Champs du Pelennor par Éowyn ;
  - d'une troupe de Trolls de Gorgoroth armés de marteaux et de boucliers[2].

Le nombre exact de soldats dont dispose Sauron lors de la bataille n'est pas indiqué avec précision, mais l'armée du Mordor est décrite comme ayant « des forces dix fois plus nombreuses et plus de dix fois plus fortes » que les coalisés humains.

### Prémices et déroulement de la bataille
Après la bataille des champs du Pelennor, il devient d'une importance primordiale que l'Anneau Unique soit détruit très rapidement ; en effet les forces de Sauron restent très importantes tandis que les coalisés humains, bien que vainqueurs, ont été durement éprouvés et ne sauraient résister à un second choc. C'est dans ce but que le reste des armées du Gondor et du Rohan, accompagnées des Dúnedain du Nord et des fils d'Elrond, se mettent en marche pour affronter les armées du Mordor. Ainsi, les Capitaines de l'Ouest espèrent attirer l'attention de leur ennemi vers la Porte Noire pour que le porteur de l'Anneau, à savoir Frodon Sacquet, accompagné de Sam, puisse franchir plus aisément la distance qui le sépare de la Montagne du Destin, où l'Anneau doit être jeté pour mettre un terme au pouvoir de Sauron.
Les troupes fédérées des royaumes des Hommes hostiles au Mordor partent donc de Minas Tirith le 18 mars, trois jours après la bataille des Champs du Pelennor, et arrivent devant le Morannon quelques jours plus tard. Sur demande des hérauts, un messager du Mordor, appelé la Bouche de Sauron, est envoyé en pourparlers pour trouver un accord entre les camps adverses. Mais les propositions de Sauron sont inacceptables pour les Capitaines ; il en vient donc aux menaces en leur apprenant que Frodon a été capturé et exhibe ses possessions en guise de preuve — alors qu'en réalité, Frodon a bien été pris par les Orques de Cirith Ungol, mais a pu s'échapper grâce à Sam. Les dirigeants des armées humaines rejettent toutes les conditions qu'exige Sauron.
Les portes s'ouvrent alors en grand et un flot de soldats du Mordor en sort pour attaquer les hommes qui se retrouvent encerclés sur deux tertres de scories amassés là par les Orques. C'est alors qu'arrivent les Aigles pour porter secours aux ennemis du Mordor, mais le rapport de forces reste grandement en faveur de Sauron. La bataille prend fin soudainement lorsque Gollum qui a réussi à reprendre l'Anneau Unique à Frodon, tombe dans la lave, détruisant ainsi l'Anneau et par conséquent, Sauron. Les créatures du Mordor sont alors réduites à l'impuissance par la disparition de leur maître, et les hommes qu'il avait réduits sous sa coupe demandent merci ou s'enfuient, seule une faible minorité luttant jusqu'à la mort.

## Adaptations

### Film de Peter Jackson
L'adaptation cinématographique du Retour du roi par Peter Jackson s'écarte en plusieurs points du récit de Tolkien concernant la bataille de la Porte Noire.
En effet, dans le livre, Merry, après qu'il a été blessé, est contraint de rester à Minas Tirith pour une période de convalescence. Dans le film, il est présent lors de la bataille, où il est dans les premiers à se lancer dans la bataille. La Bouche de Sauron, qui n'apparaît que dans la version longue du film, est décapitée par Aragorn, alors que l'émissaire retourne en Mordor sans être importuné dans le roman. Dans le film, les armées de Sauron sont englouties par un gouffre qui s'ouvre sous leurs pieds après la chute de leur maître, élément absent du livre. Dans le film, l'armée de Sauron est composée uniquement d'orques et de trolls, les hommes alliés de Sauron ayant été anéantis lors de la bataille des champs du Pelennor.